# Anomalospize parasite
Anomalospiza imberbis
Genre
Espèce
Statut de conservation UICN

 LC  : Préoccupation mineure
Statut CITES
L'Anomalospize parasite (Anomalospiza imberbis), unique représentant du genre Anomalospiza, est une espèce de passereaux de la famille des Viduidae, appelée aussi Tisserin-coucou (ou Tisserin coucou) ou encore Tisserin parasite.
« Anomalospize » est le nom français que la nomenclature aviaire en langue française (mise à jour) a donné à ce genre.

Cet oiseau vit de manière dissoute en Afrique subsaharienne.